# Fiľakovo
Fiľakovo (mađ. Fülek, njem. Fileck) je grad u Banskobistričkom kraju u središnjoj Slovačkoj. Nalazi se u Okrugu Lučenec.

## Zemljopis
Grad se je smjestio u dolini rijeke Beline, 85 km od Banske Bistrice, te oko 220 km od Bratislave. Od granice s Mađarskom i grada Salgótarján udaljen je 20 km. 

## Povijest
Prvi pisani zapis o gradu u kojem se spominje Fiľakovo dvorac je iz 1242. Slobodni kraljevski grad s kojim dobiva povlastice proglašen je 1423. Godine 1553. grad s dvorcem pao u ruke Turaka i bio sjedište okruga sve do 1593. kada je turska vojska protjerana, pod Turke pada još jednom 1669. Grad je od 1938. – 1945. pripadao Mađarskoj.

## Stanovništvo
| Godina:     | 1993.  | 2003.   | 2013.   | 2023.    |
| ----------- | ------ | ------- | ------- | -------- |
| Broj ljudi: | 10 492 | 10 271  | 10 772  | 9683     |
| Razlika:    |        | -2,10 % | +4,87 % | -10,10 % |

| Godina:     | 2022. | 2023.   |
| ----------- | ----- | ------- |
| Broj ljudi: | 9770  | 9683    |
| Razlika:    |       | -0,89 % |

Grad je 2002. godine imao 10.198 stanovnika.

### Etnički sastav
- Mađari 64,40 %
- Slovaci 30,19 %
- Romi 4,03 %

### Religija
- rimokatolici 77,52 %,
- protestanti 11,82 %,
- ateisti i ostali 3,21 %.[6]

## Gradovi prijatelji
- Bátonyterenye, Mađarska

## Vanjske poveznice
- Službena stranica grada Fiľakovo (slov.)